# Pałac Sapiehów w Wilnie
Pałac Sapiehów w Wilnie – pałac w Wilnie, na Antokolu, barokowy, wzniesiony w latach 1691–1697 według projektu Pietro Pertiego dla Kazimierza Jana Sapiehy.

## Historia
W 1700 pałac został zniszczony przez skonfederowaną szlachtę po bitwie pod Olkienikami w czasie wojny domowej na Litwie, prowadzonej przeciwko Sapiehom. W 1720 pałac odziedziczył Aleksander Paweł Sapieha.
W 1809 pałac został zakupiony przez rząd rosyjski i przebudowany na szpital. W latach 1844–1848 w parku pałacowym wzniesiono zespół budynków szpitalnych. W latach 1919–1939 w pałacu mieścił się Szpital Uniwersytecki w Wilnie; od 1927 mieściła się tam klinika okulistyczna.

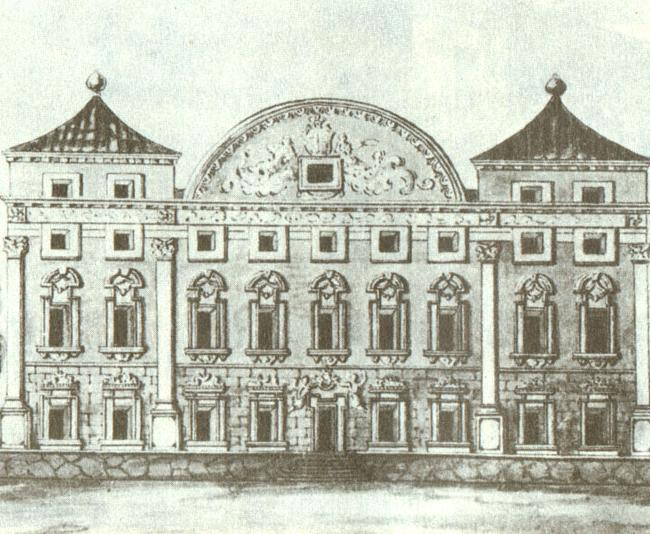
Pałac Sapiehów w XIX wieku
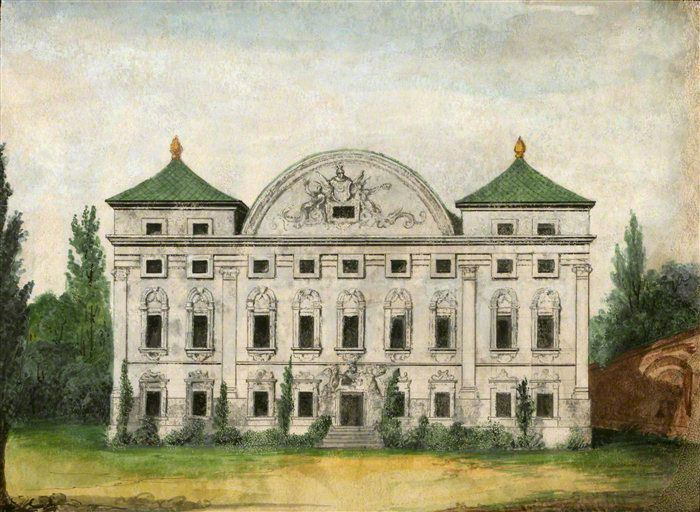
Pałac Sapiehów w roku 1819
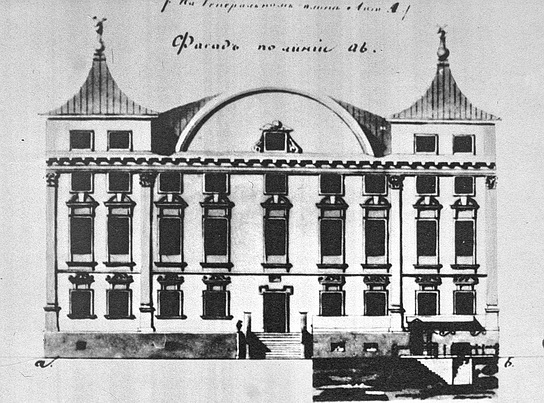
Pałac Sapiehów w roku 1830
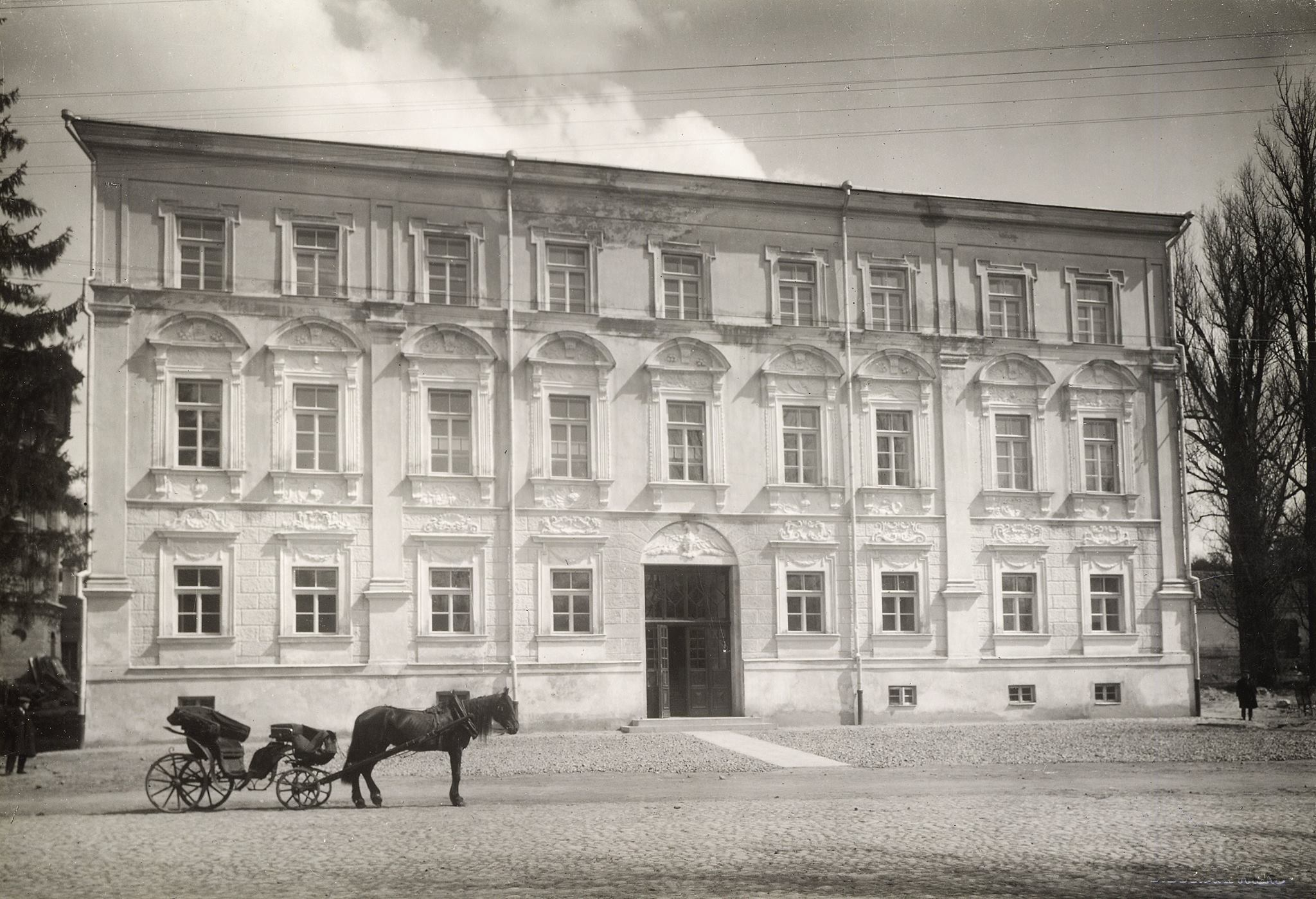
Pałac Sapiehów w latach 1912-1924
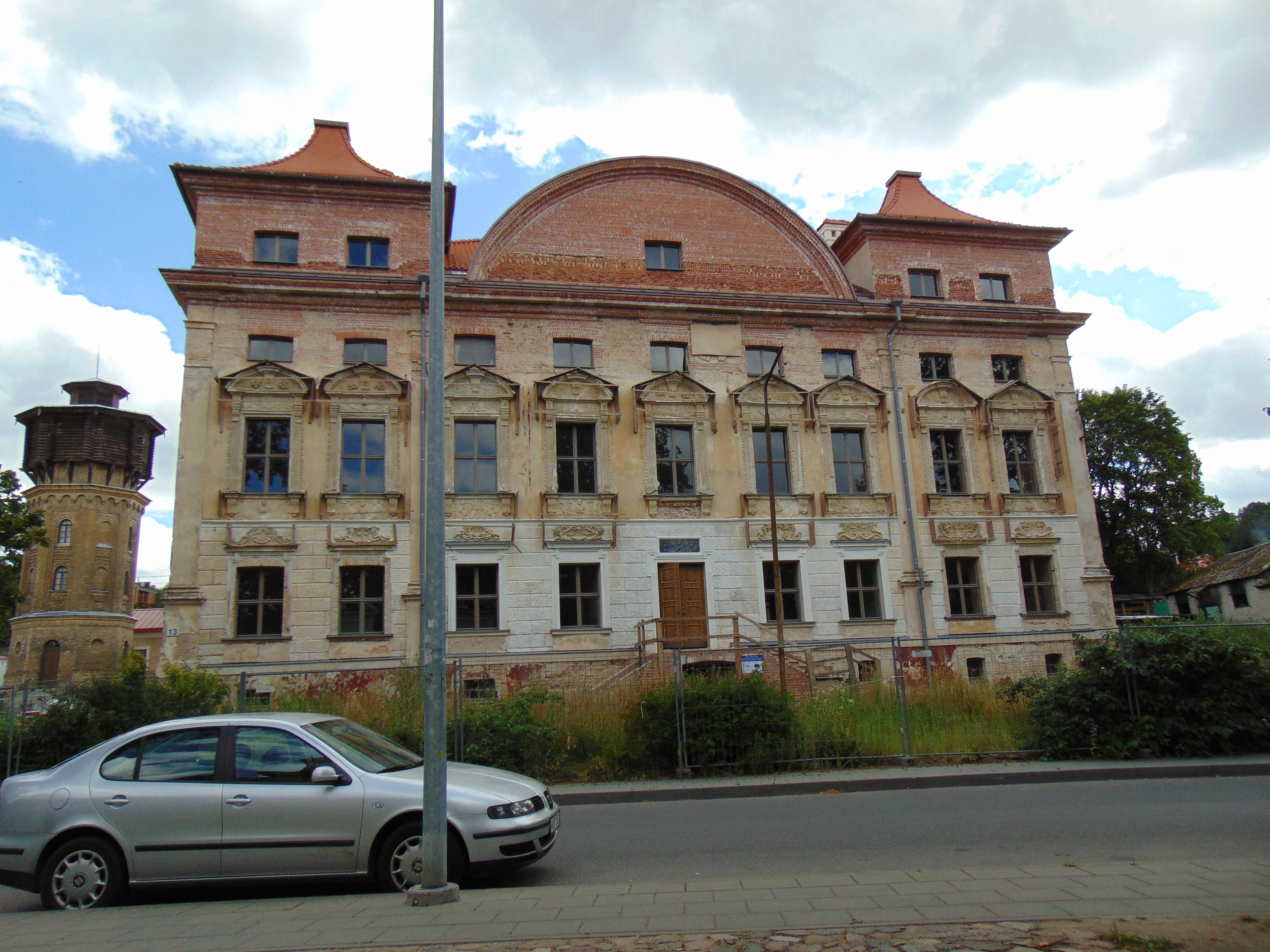
Pałac Sapiehów w roku 2015
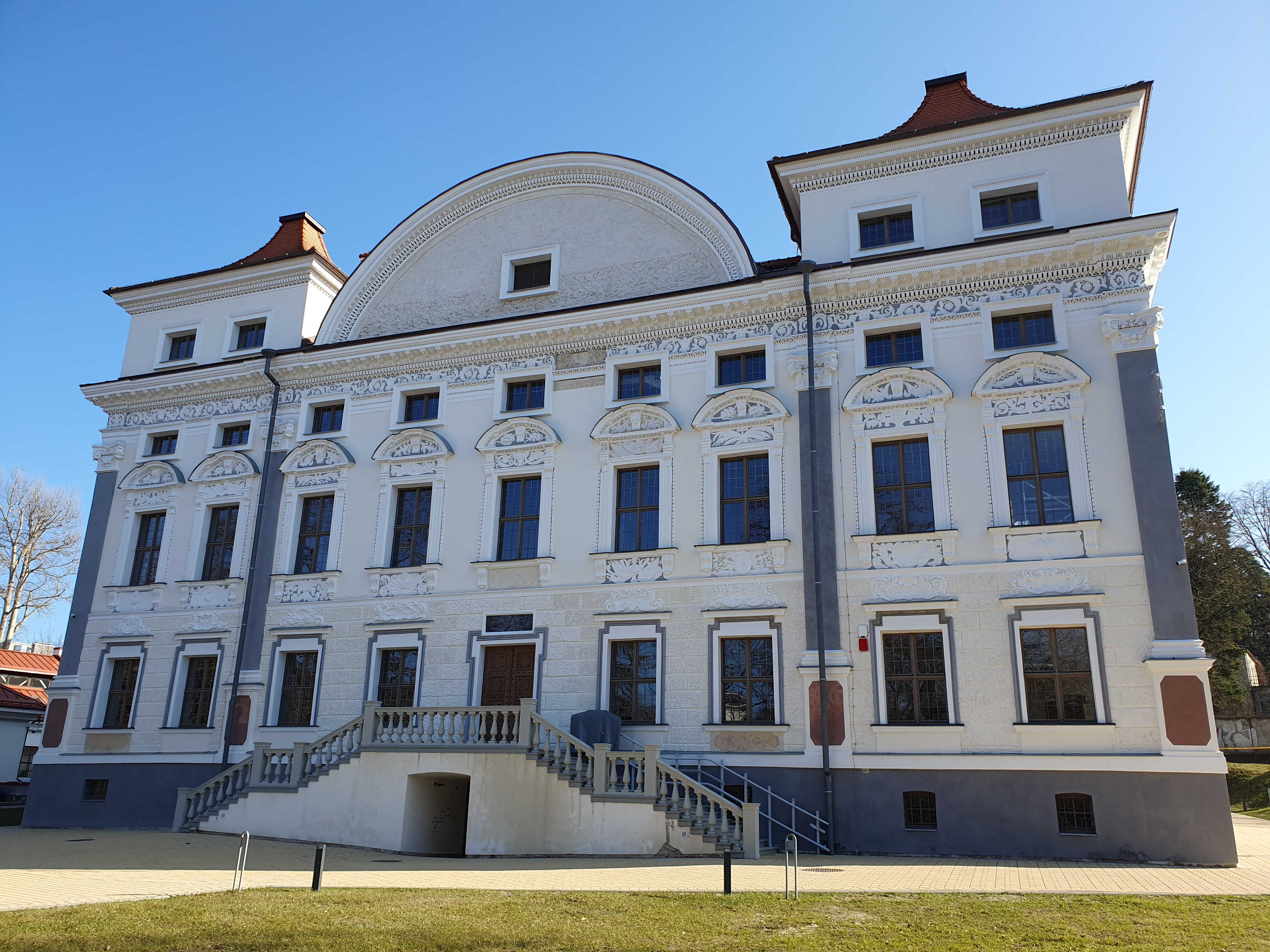
Pałac Sapiehów w 2024 roku